# Ioniërs

Griekse dialecten
westen
Dorisch
noordwesten
Dorisch uit Achaia
centraal
Eolisch
Arkadisch-Cyprisch
oosten
Attisch
Ionisch

De Ioniërs waren de tweede stamgroep van de Grieken en waren al sinds rond 1900 v.Chr het land binnengedrongen. De Doriërs verdreven hen met uitzondering van Attica van het vasteland. De Ioniërs vestigden zich op de noordelijke Cycladen, onder meer op Naxos, op de Sporaden, zoals Chios en Samos, en de westkust van Klein-Azië ten zuiden van Smyrna, waar hun belangrijkste steden kwamen te liggen: Milete en Efeze.
Dankzij hun gunstige ligging als schakel tussen oost en west bereikten deze steden snel een hoge culturele welvaart. Griekse dichtkunst, filosofie, geschiedenis en wetenschappelijk onderzoek vonden in Ionisch gebied hun oorsprong. 
Ionië aanvaardde de soevereiniteit van koning Kroisos van Lydië, die na diens ondergang overging op de Perzen. De steeds grotere druk van het machtige Perzische achterland leidde echter in 500 v.Chr. tot de Ionische Opstand door Histiaios, de tiran van Milete, die in 494 eindigde met de verwoesting van die stad en het voorspel vormde van de Perzische oorlogen. De politieke en culturele leiding ging op Athene over. Pas in de hellenistische periode kwamen de Ionische steden, vooral Efeze, weer tot bloei.
De taal van de Ioniërs, het Ionisch, was een Oudgrieks dialect. Het Ionische alfabet was iets anders dan het Attische alfabet. De streek waar de Ioniërs hebben gewoond wordt Ionië genoemd, maar het was geen land.